# Malurus cyanocephalus
Fadinha-imperatriz ou fadinha-imperadora (Malurus cyanocephalus) é uma espécie de ave da família Maluridae.
Pode ser encontrada nos seguintes países: Indonésia e Papua-Nova Guiné.
Os seus habitats naturais são: florestas subtropicais ou tropicais húmidas de baixa altitude.